# Laguna de Lor
Laguna de Lor är en reservoar i Spanien.   Den ligger i provinsen Provincia de Navarra och regionen Navarra, i den nordöstra delen av landet, 240 km nordost om huvudstaden Madrid. Laguna de Lor ligger 363 meter över havet. Arean är 0,38 kvadratkilometer. Trakten runt Laguna de Lor består till största delen av jordbruksmark. Den sträcker sig 0,8 kilometer i nord-sydlig riktning, och 0,8 kilometer i öst-västlig riktning.